# りゅう座イオタ星
りゅう座ι星（りゅうざイオタせい）は、りゅう座の恒星で3等星。橙色の巨星である。

## 概要
しぶんぎ座流星群の輻射点に近いことから、かつては流星群の正式名称となっていた。

## 惑星
2002年に1つの惑星が発見されている。
| 名称 （恒星に近い順） | 質量           | 軌道長半径 （天文単位） | 公転周期 (日) | 軌道離心率    | 軌道傾斜角  | 半径    |
| --------------------- | -------------- | ----------------------- | ------------- | ------------- | ----------- | ------- |
| b (Hypatia)           | 8.82 ± 0.72 MJ | 1.275 ± 0.074           | 510.72 ± 0.07 | 0.713 ± 0.008 | 92.5 ± 0.7° | 1.11 RJ |

## 名称
固有名のエダシク (Edasich) は、アラビア語で「雄のハイエナ」を意味する al-dhīkh に由来する。Century Cyclopediaには Eldsich と記録されている。
中国では左樞 (Tso Choo、左旋回）と呼ばれ、Ulug BegやDresden Globeではアル・ディバと呼ばれる。
2015年に国際天文学連合が太陽系外惑星系の固有名を募集した際に、Edasich がりゅう座ι星の固有名として承認された。
この際、ι星bも対象とされ、投票の結果、スペインの学生団体 Hypatia から提案されたHypatia という固有名が付けられた。この名前は、5世紀前半にアレクサンドリアの新プラトン主義哲学校で学長を務めた著名な女性天文学者、数学者、哲学者であったヒュパティアに由来する。彼女は415年にキリスト教徒の群衆に虐殺された。